# Font de Sant Isidre (Cabanes)
La Font de Sant Isidre és una obra de Cabanes (Alt Empordà) inclosa a l'Inventari del Patrimoni Arquitectònic de Catalunya.

## Descripció
Situada dins del nucli urbà de la població de Cabanes, al bell mig de la plaça de l'Ajuntament.
Construcció de planta quadrada d'uns dos metres d'alçada, amb la coberta de teula de quatre vessants, ràfec de dents de serra i coronada amb un fanal. Presenta dos brolladors damunt una pica, emmarcats dins una arcada d'arc apuntat bastit amb maons. Al damunt, una placa commemorativa amb el nom de la font i l'any de construcció, 1953. També hi ha un plafó de ceràmica decorat amb la imatge del sant. La resta del parament està arrebossat i pintat. En un dels paraments laterals presenta un banc d'obra adossat.

## Història
Construcció de mitjans del segle xx, tal com ho testimonia una placa commemorativa amb l'any 1953.